# Nîjnii Kuialnîk, Berezivka
Nîjnii Kuialnîk (în ucraineană Нижній Куяльник) este un sat în comuna Ivanivka din raionul Berezivka, regiunea Odesa, Ucraina.

## Demografie
Componența lingvistică a localității Nîjnii Kuialnîk
     Ucraineană (53,91%)
     Bulgară (27,83%)
     Rusă (14,78%)
     Română (2,61%)
Conform recensământului din 2001, majoritatea populației localității Nîjnii Kuialnîk era vorbitoare de ucraineană (53,91%), existând în minoritate și vorbitori de bulgară (27,83%), rusă (14,78%) și română (2,61%).